# Auguste Cornelius
Charlotte Auguste Sophie Agnes Cornelius (* 17. Juli 1826 in Darmstadt; † 1. Dezember 1890 in Berlin) war eine deutsche Schriftstellerin.

## Leben
Auguste Cornelius war die Tochter des Schauspielerehepaars Carl (1793–1843) und Friederike Cornelius, geb. Schwadtke (1789–1867). Sie war das zweitjüngste von sechs Kindern des Schauspielerehepaares. Der Historiker Carl Adolf Cornelius (1819–1903) und der Komponist Peter Cornelius (1824–1874) waren ihre älteren Brüder.
Cornelius verbrachte ihre Kindheit in Darmstadt, ihre Schulzeit in Wiesbaden und Mainz. Seit ihrer Kindheit war es ihr Wunsch, Sängerin zu werden. Da sie auch Talent dazu bewies, wurde sie besonders von Giacomo Meyerbeer gefördert, den sie durch ihren Bruder Peter kennenlernte. Dieser hatte ihr bereits ein Stipendium von König Friedrich Wilhelm IV. von Preußen vermittelt, als sie schwer erkrankte. Durch ein lang anhaltendes Fieber verlor sie die Kraft zu singen und musste den von ihr angestrebten Beruf der Sängerin aufgeben.
Anfang 1848 zog Auguste Cornelius zu ihrer Mutter und dem Bruder Peter nach Berlin. Dort erlebte sie auch den Aufstand von 1848 aus nächster Nähe. Um sich künstlerisch zu äußern, verlegte sich Cornelius aufs Schreiben und debütierte 1865. 1866 wurde eines ihrer Lustspiele in Dresden aufgeführt. Vieles veröffentlichte Cornelius unter dem Pseudonym Paul Dido. Von 1865 bis 1877 schrieb sie Dramen, 1884 veröffentlichte sie einen Gedichtband, von 1885 bis zu ihrem Tode schrieb sie Kinder- und Jugendbücher. Bekannt wurde sie außerdem durch ihre Übersetzungen von Molières Werken ins Deutsche.
Ab 1878 lebte Auguste Cornelius in Charlottenburg zusammen mit der Schauspielerin Emilie Schröder. 1890 starb sie 64-jährig in ihrer dortigen Wohnung. Sie war unverheiratet.

## Schriften (Auswahl)
- Eine blinde Frau. Lustspiel in 1 Akt, frei nach einem französischen Stoff von Paul Dido. Hayn, Berlin 1865.
- Die erkannten Götter. Original-Lustspiel in einem Aufzug. Bloch, Berlin 1867.
- König und Dichter. Schauspiel in vier Akten nach "Die Jugend Ludwig XIV." von A. Dumas (= Reclams Universal-Bibliothek, Band 59). Reclam Verlag, Leipzig 1868. (Digitalisat von 1870)
- Platen in Venedig. Original-Lustspiel in einem Aufzuge (= Reclams Universal-Bibliothek, Band 103), Reclam Verlag, Leipzig 1868. (Digitalisat)
- Die verhängnißvolle Perücke. Lustspiel (= Reclams Universal-Bibliothek, Band 126), Reclam Verlag, Leipzig 1869.
- Lose Blätter. Gedichte. 1885.[3]
- Struwwelpeter oder lustige Geschichten für Kinder von 3-6 Jahren Düms, Wesel 1887. (Digitalisat)
- Schnatterkäthchen und anderes. Lehrreiche Geschichten für Mädchen. 1911. (Digitalisat)
- Peter Stehauf und andere lustige Geschichten für Kinder von 3-6 Jahren. Dühms, Wesel 1890.
- Der kleine Fischer und anderes. Lehrreiche Geschichten für Knaben. Düms, Wesel 1911. (Digitalisat)

## Übersetzungen
- George Sand: Ländliche Erzählungen. Bibliographisches Institut, Hildburghausen 1865. (Digitalisat)
- George Sand: Der Teufelssumpf. Bibliographisches Institut, Hildburghausen 1865.